# 2002年亞洲運動會哈薩克代表團
2002年亚洲运动会哈萨克斯坦代表团是哈萨克斯坦所派出的2002年亚洲运动会代表团。哈萨克斯坦队在该届亚洲运动会共收获20枚金牌、26枚银牌和30枚铜牌，位列奖牌榜第4名。